# 圣但尼迪潘
圣但尼迪潘（法語：Saint-Denis-du-Pin，法語發音：[sɛ̃ dəni dy pɛ̃]）是法国滨海夏朗德省的一个旧市镇，位于该省北部偏东，属于圣让当热利区。2016年1月1日，圣但尼迪潘和相邻的拉伯纳特合并为新市镇埃苏韦尔（Essouvert）。

## 地理
圣但尼迪潘（45°59'10"N, 0°31'17"W）面积19.16 平方千米，位于法国新阿基坦大区滨海夏朗德省，该省份为法国西部滨海省份，北起旺代省，西临大西洋，南至吉倫特省，东南接多爾多涅省，东北接德塞夫勒省接壤，东临夏朗德省。
与圣但尼迪潘接壤的市镇（或旧市镇、城区）包括：昂特藏-拉沙佩勒、拉伯纳特、库尔塞勒、卢莱、洛宰、圣让当热利、拉韦尔涅。

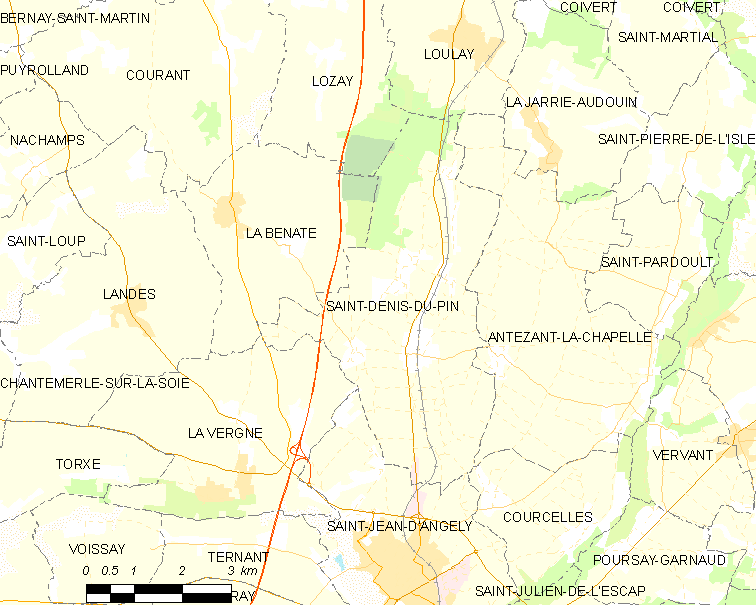
圣但尼迪潘的OSM定位图

圣但尼迪潘的时区为UTC+01:00、UTC+02:00（夏令时）。

## 行政
圣但尼迪潘的邮政编码为17400，INSEE市镇编码为17277。

## 政治
圣但尼迪潘所属的省级选区为圣让当热利县。

## 人口

1962-2008年间圣但尼迪潘人口变化图示

圣但尼迪潘于2018年1月1日时的人口数量为732人。